# Catriona rickettsi
Catriona rickettsi is een slakkensoort uit de familie van de Trinchesiidae. De wetenschappelijke naam van de soort is voor het eerst geldig gepubliceerd in 1984 door Behrens. De soort is vernoemd naar marien bioloog Ed Ricketts.